# Sophie Kanza
Sophie Kanza aussi appelée Madeleine Sophie Zala Lusibu Lihau-N’kanza, est une sociologue et femme politique congolaise (RDC), née le 8 février 1940 à Léopoldville au Congo belge (actuelle république démocratique du Congo) et morte le 2 avril 1999, toujours à Kinshasa.
Elle a été la première femme congolaise à intégrer une école secondaire, à être diplômée d'une université et la première à occuper un poste gouvernemental en tant que ministre des Affaires sociales du 31 octobre 1966 au 6 décembre 1970. Plus tard, elle a occupé des fonctions au sein des Nations unies.

## Biographie

### Origines et formation
Sophie Kanza née le 8 février 1940 à Kinshasa de parents originaires du Bas-Congo est sixième d'une fratrie de sept enfants,. Elle est la fille de Mbuta Daniel Kanza, un des premiers hommes politiques congolais, et d’Élisabeth Mansangaza. Elle est la sœur cadette de Philippe Kanza et Thomas Kanza. Elle fait la majeure partie de ses études primaires et secondaires à Brazzaville, au Congo français. Au moment de l'indépendance du Congo, elle est la seule femme congolaise à avoir suivi une scolarité secondaire. Elle est diplômée du lycée du Sacré-Cœur[Où ?] en juin 1961,. En 1964, elle devient la première femme congolaise à être diplômée de l'université, après avoir obtenu un diplôme de sociologie à l'université de Genève. Elle travaille comme assistante de ce département de sociologie jusqu'en 1966,.

## Carrière politique
Le 31 octobre 1966, Sophie Kanza est nommée ministre des Affaires sociales, devenant ainsi la première femme du pays à occuper des fonctions gouvernementales,. Sa nomination est intervenue alors qu'elle poursuivait un doctorat à l'université de Genève, mais elle mit un terme à ses études pour prendre ses fonctions. La formulation de son poste évolue cependant au fil du temps : commissaire d'État aux Affaires sociales (1966-1967), ministre des Affaires sociales (1967-1968) puis ministre d'État aux Affaires sociales (1969-1970).
Au départ, elle a consacré la majeure partie de son temps au ministère à examiner les difficultés que rencontrait la population afin d'y apporter une réponse adaptée. Elle a également plaidé pour l'égalité des chances en matière d'éducation pour les garçons et les filles et a été déléguée au sommet de l' Organisation de l'unité africaine à Kinshasa (anciennement Léopoldville) en 1967. Elle est nommée membre du bureau politique du Mouvement populaire de la Révolution le 13 octobre 1967. Elle est limogée de son poste ministériel à l'occasion d'un remaniement le 6 décembre 1970,.
Elle reprend ses études de 1973 à 1976, date à laquelle elle obtient une maîtrise et un doctorat (Ph.D.) en sociologie à l’université Harvard.
De 1973 à 1977, Sophie Kanza est membre du conseil d'administration de l'Institut des Nations Unies pour la formation et la recherche (UNITAR). Elle est sous-directrice générale adjointe de l'Organisation des Nations Unies pour l'éducation, la science et la culture (UNESCO) de 1981 à 1985 et chef de mission auprès du directeur général de l'UNESCO de 1985 à 1988,.

## Vie privée
Sophie Kanza, aussi connue sous le nom de Madeleine Sophie Zala Lusibu Lihau-N'kanza, a épousé Marcel Lihau, premier président de la Cour suprême de Justice et président de la commission constitutionnelle à la Conférence nationale souveraine (CNS) le 26 décembre 1964. Ensemble, ils ont eu 6 filles. Marcel Lihau ayant fui des persécutions politiques en RDC, la famille doit passer la majeure partie de leur vie séparée.
Après un accident de voiture survenu à Paris en 1998, elle devient paraplégique et quitte son poste à l’UNESCO. Elle s'est rendue à l'étranger pour défendre les personnes handicapées.

## Mort et héritage
Elle meurt d’un arrêt cardiaque à 59 ans, en 1999. Elle est enterrée dans le territoire de Luozi. Elle est portée au Panthéon de l’histoire congolaise (RDC) le 7 juillet 2004, devenant l'une des premières femmes à avoir droit à cet honneur. Son buste est exposé dans la Galerie de la mémoire. Le « Cercle Sophie Kanza », une association de femmes professeurs au Congo, a été nommée en son honneur.
Le 28 mars 2015, trois de ses filles organisent une messe d'actions de grâce en l'honneur de leurs parents à Gombe. Plusieurs personnalités politiques de premier plan ont assisté à la cérémonie, dont Léon Kengo et José Endundo Bononge.